# David Wesley
David Barakau Wesley (San Antonio, Texas, 14 de noviembre de 1970) es un exbaloncestista estadounidense que disputó catorce temporadas en la NBA. Con 1,85 metros de estatura, jugaba en la posición de base

## Carrera

### Universidad
Wesley asistió a la Universidad de Baylor, y al dejarla para dar el salto a la NBA muchos ojeadores consideraban que era demasiado pequeño (1.85 metros) para jugar de escolta en la NBA, y dudaban de sus hablidades para cambiar su posición a la de base. 

### Liga Profesional de Baloncesto Venezuela
Antes de su paso por la NBA David Wesley en 1993, jugó en los Trotamundos de Carabobo de la ciudad de Valencia (Venezuela) promediando 29.4 puntos, 2.4 rebotes y 4.8 asistencias en 31 partidos.Dichos números lo llevaron a ser el MVP de la liga y el más joven en la historia en recibir dicho reconocimiento.

### NBA
Tras no ser elegido en el Draft, inicialmente fichó por New Jersey Nets como agente libre, y desde entonces ha jugado también en Boston Celtics, Charlotte/New Orleans Hornets, Houston Rockets y Cleveland Cavaliers. Wesley disipó hace mucho la duda sobre su capacidad de éxito en la liga: ha promediado casi 13 puntos por partido y 4.6 asistencias en sus 13 años de carrera, incluidas diez temporadas consecutivas promediando más de 10 puntos por noche (1995-96 a 2004-05). Se ha consagrado como un gran defensor y un eficaz tirador.
Su primo, Michael Dickerson, también jugó en la NBA, aunque debido a las lesiones se tuvo que retirar prematuramente. Detrás de Moses Malone, Wesley es el segundo jugador que más puntos ha anotado sin haber sido drafteado.
El 29 de septiembre de 2007, los Cavaliers enviaron a Wesley a New Orleans Hornets a cambio de Cedric Simmons. Un mes después, fue traspasado a New Jersey Nets por Bernard Robinson, Mile Ilić y dinero.

## Estadísticas de su carrera en la NBA

### Temporada regular
| Año     | Equipo      | PJ  | PT  | MPP  | %TC  | %3P  | %TL  | RPP | APP | ROB | TPP | PPP  |
| ------- | ----------- | --- | --- | ---- | ---- | ---- | ---- | --- | --- | --- | --- | ---- |
| 1993-94 | New Jersey  | 60  | 0   | 9.0  | .368 | .234 | .830 | .7  | 2.1 | .6  | .1  | 3.1  |
| 1994-95 | Boston      | 51  | 36  | 27.1 | .409 | .429 | .755 | 2.3 | 5.2 | 1.6 | .2  | 7.4  |
| 1995-96 | Boston      | 82  | 53  | 25.7 | .459 | .426 | .753 | 3.2 | 4.8 | 1.2 | .1  | 12.3 |
| 1996-97 | Boston      | 74  | 73  | 40.4 | .468 | .360 | .781 | 3.6 | 7.3 | 2.2 | .2  | 16.8 |
| 1997-98 | Charlotte   | 81  | 81  | 35.1 | .443 | .347 | .795 | 2.6 | 6.5 | 1.7 | .4  | 13.0 |
| 1998-99 | Charlotte   | 50  | 50  | 37.0 | .446 | .359 | .832 | 3.2 | 6.4 | 2.0 | .2  | 14.1 |
| 1999-00 | Charlotte   | 82  | 82  | 33.7 | .426 | .355 | .778 | 2.7 | 5.6 | 1.3 | .1  | 13.6 |
| 2000-01 | Charlotte   | 82  | 82  | 37.9 | .422 | .376 | .799 | 2.7 | 4.4 | 1.6 | .2  | 17.2 |
| 2001-02 | Charlotte   | 67  | 63  | 37.1 | .400 | .332 | .734 | 2.1 | 3.5 | 1.1 | .2  | 14.2 |
| 2002-03 | New Orleans | 73  | 73  | 37.1 | .433 | .424 | .781 | 2.4 | 3.4 | 1.5 | .1  | 16.7 |
| 2003-04 | New Orleans | 61  | 60  | 32.8 | .389 | .323 | .753 | 2.2 | 2.9 | 1.2 | .2  | 14.0 |
| 2004-05 | New Orleans | 26  | 26  | 35.9 | .389 | .350 | .882 | 3.3 | 4.2 | 1.3 | .0  | 13.9 |
| 2004-05 | Houston     | 54  | 53  | 34.1 | .404 | .383 | .841 | 2.6 | 2.9 | 1.1 | .1  | 10.9 |
| 2005-06 | Houston     | 71  | 59  | 33.4 | .403 | .365 | .807 | 2.5 | 2.9 | .8  | .1  | 9.9  |
| 2006-07 | Cleveland   | 35  | 5   | 10.1 | .293 | .237 | .714 | 1.0 | 1.1 | .3  | .1  | 2.1  |
| Total   | Total       | 949 | 796 | 31.9 | .424 | .368 | .786 | 2.5 | 4.4 | 1.3 | .2  | 12.5 |

### Playoffs
| Año   | Equipo      | PJ | PT | MPP  | %TC  | %3P  | %TL   | RPP | APP | ROB | TPP | PPP  |
| ----- | ----------- | -- | -- | ---- | ---- | ---- | ----- | --- | --- | --- | --- | ---- |
| 1994  | New Jersey  | 3  | 0  | 6.0  | .429 | .250 | 1.000 | .0  | 1.0 | .7  | .0  | 3.0  |
| 1998  | Charlotte   | 9  | 9  | 31.7 | .398 | .429 | .714  | 2.0 | 6.7 | .8  | .0  | 10.0 |
| 2000  | Charlotte   | 4  | 4  | 38.0 | .333 | .300 | 1.000 | 3.0 | 4.8 | 2.0 | .0  | 11.0 |
| 2001  | Charlotte   | 10 | 10 | 39.4 | .470 | .394 | .756  | 3.0 | 3.9 | 1.6 | .1  | 17.0 |
| 2002  | Charlotte   | 9  | 9  | 41.8 | .403 | .447 | .913  | 1.9 | 3.4 | 1.1 | .2  | 15.8 |
| 2003  | New Orleans | 6  | 6  | 30.8 | .403 | .412 | 1.000 | 1.2 | 2.2 | .8  | .2  | 13.2 |
| 2004  | New Orleans | 7  | 7  | 34.7 | .324 | .367 | .714  | 2.3 | 2.4 | .7  | .0  | 10.6 |
| 2005  | Houston     | 7  | 7  | 39.9 | .352 | .476 | .692  | 3.0 | 3.3 | 1.3 | .1  | 8.1  |
| Total | Total       | 55 | 52 | 35.1 | .398 | .408 | .796  | 2.2 | 3.7 | 1.1 | .1  | 12.1 |